# إبراهيم بن عبد الرحمن القيسراني

صفحات مفتوحة من كتاب النور اللائح في النسخة الوحيدة الباقية، وهي مخطوطة غنية بالزخارف موجودة الآن في باريس.

شمس الدين إبراهيم بن عبد الرحمن بن عبد الله بن القيسراني الخالدي (توفي في أيار 1352) كان كاتبًا عربيًّا من الشام ومسؤولًا في الديوان في عهد المماليك.
ينتمي إبراهيم إلى عائلة عربية فلسطينية بارزة تُعرف باسم الخالديين أو بني القيسراني. وادعوا أنهم ينتسبون إلى خالد بن الوليد، على الرغم من عدم وجود دليل قاطع. كان جده الأكبر، خالد بن القيسراني، وزيرًا لنور الدين محمود بن زنكي (ت 1174). كان جده فتح الدين عبد الله بن القيسراني وزيرًا في الشام لثلاثة سلاطين مماليك. عمل إبراهيم في دمشق والقاهرة. له مدخلات في معاجم السير لابن حجر العسقلاني والصفدي. وبحسب الصفدي، فإن وفاة راعيه بهادور التمرتاشي، صهر السلطان الصالح إسماعيل، أدت إلى إنهاء تقدمه المطرد في البلاط في آذار 1343. توفي في أيار 1352.
وفي سنة 743 هـ (1342-1343 م)، كتب إبراهيم مديحًا نثريًا للسلطان الصالح إسماعيل بمناسبة توليه العرش في حزيران 1342. عنوانه الكامل باللغة العربية هو النور اللائح والدر الصادح في اصطفاء مولانا السلطان الملك الصالح. نُشر النص في عام 1982. وقد اعتبره محرروه تاريخًا للسلالات الأيوبية والمملوكية.

## ملحوظات
1. 1 2  Van Steenbergen 2012، صفحة 3.
2. 1 2 3  Van Steenbergen 2012، صفحة 4.
3. 1 2 3  Holt 1998، صفحة 6.
4. 1 2  Van Steenbergen 2012، صفحة 22.
5. ↑  Van Steenbergen 2012، صفحة 4n.
6. ↑  Van Steenbergen 2012، صفحة 23.
7. ↑  Van Steenbergen 2012، صفحة 3n, citing Tadmurī 1982.
8. ↑  Van Steenbergen 2012، صفحة 3n.

## فهرس
- Holt، P. M. (1998). "Literary Offerings: A Genre of Courtly Literature". في Ulrich Haarmann؛ Thomas Philipp (المحررون). The Mamluks in Egyptian Politics and Society. Cambridge University Press. ص. 3–16.
- Tadmurī، ʿUmar، المحرر (1982). Ibrāhīm ibn ʿAbd al-Raḥmān ibn al-Qaysarānī al-Qurashī al-Khālidī: al-Nūr al-lāʾiḥ wa-l-durr al-sāḍiḥ fī ṣṭifāʾ mawlānā al-sulṭān al-malik al-Ṣāliḥ wa-huwa tārīkh salāṭīn al-Ayyūbīyīn wa-l-Mamālīk. Tripoli.{{استشهاد بكتاب}}:  صيانة الاستشهاد: مكان بدون ناشر (link)
- Van Steenbergen، Jo (2012). "Qalāwūnid Discourse, Elite Communication and the Mamluk Cultural Matrix: Interpreting a 14th-Century Panegyric". Journal of Arabic Literature. ج. 43: 1–28. DOI:10.1163/157006412X629755. hdl:1854/LU-981404.